# La última cruzada
La última cruzada (en rumano: Mihai Viteazul) es una película épica histórica rumana de 1970, dirigida por Sergiu Nicolaescu y protagonizada por Amza Pellea en el papel principal. La película es una representación de la vida del gobernante de Valaquia, Miguel el Valiente, y su voluntad de unir los tres principados rumanos (Valaquia, Moldavia y Transilvania) en un solo país. La película fue lanzada en 1970 en Rumania y en todo el mundo por Columbia Pictures como The Last Crusade.

## Sinopsis
A finales del siglo XVI, el príncipe Miguel el Valiente, gobernante de Valaquia, superó la adversidad de los imperios otomano y austriaco para unir Valaquia, Moldavia y Transilvania en un solo país.

## Reparto
- Amza Pellea como Miguel el Valiente
- Ión Besoiu como Sigismund Báthory
- Olga Tudorache como La madre de Miguiel el Valiente
- Irina Gardescu como Contessina Rossana Viventini
- György Kovács como Andrei Báthory
- Sergiu Nicolaescu como Selim Pasha
- Nicolae Secăreanu como Sinan Pasha
- Ilarion Ciobanu como Stroe Buzescu
- Aurel Rogalschi como Rudolf II
- Ioana Bulcă como Doamna Stanca
- Septimiu Sever como Radu Buzescu
- Florin Piersic como Preda Buzescu
- Klára Sebök como Maria Cristina de Graz
- Mircea Albulescu como Popa Stoica
- Emmerich Schäffer como Giorgio Basta
- Colea Răutu como Sultán Murat III
- Constantin Codrescu como Alexandru El Mal
- Alexandru Herescu como Ionică
- Corneliu Gârbea como General Baba Novac
- Alexandru Repan como Earl Viventini
- Jean Lorin Florescu como Archiduque Maximilian

## Producción
La película fue producida en 1970 a partir de un guion de Titus Popovici. Protagonizó a Amza Pellea en el papel principal, mientras que el elenco incluyó a varios de los mejores actores rumanos de la época, incluidos Sergiu Nicolaescu, Ion Besoiu, Olga Tudorache, Florin Piersic, Ilarion Ciobanu, Silviu Stănculescu y Mircea Albulescu.
Inicialmente, la película tenía la intención de ser una superproducción rumano-estadounidense, con Columbia Pictures proponiendo actores como Charlton Heston, Orson Welles, Laurence Harvey, Elizabeth Taylor, Richard Burton o Kirk Douglas. Pero por intención de Nicolae Ceauşescu, la producción fue aprobada solo con actores rumanos.
La historia es históricamente menos auténtica, pero está llena de escenas de grandes batallas, tramas políticas, traiciones y drama familiar. Para recrear las batallas que Mihai Viteazul libró contra los turcos, se llevaron al escenario unos 5.000 soldados del ejército rumano. Algunos informes sitúan este número en unos 10.000 soldados. La película tiene dos partes y se rodó en varios lugares, como Estambul, Praga y Călugăreni, pero también en el Danubio, el Mar Negro, Alba Iulia, Montes Cárpatos, Bucarest, Sibiu, Sinaia y Miraslau. El presupuesto en ese momento era de alrededor de 14 millones de lei, que en 2010 se estimó en unos 500.000 dólares, una suma relativamente alta para su período.

## Lanzamiento
La película se estrenó en Rumanía en 1970 y estuvo en los cines durante varios años. A nivel mundial, fue distribuido por Columbia Pictures, bajo el nombre The Last Crusade. La película debutó fuera de Rumania en julio de 1971 en el 7.ª Festival Internacional de Cine de Moscú y en Alemania Oriental, y en marzo de 1972 en Finlandia, en junio de 1972 en Alemania Occidental y en abril de 1973 en Japón.
En 2000, la banda sonora de la película se rehízo en Dolby Surround. Está estimado que la película será re-liberado en Blu-ray de rayo en algún momento en 2010.

## Recepción
La película es la película rumana más vista en todo el mundo. Fue la entrada de Rumania para el Premio de la Academia a la Mejor Película en Lengua Extranjera en 1972, pero no fue nominada. En el Festival Internacional de Cine de Moscú en 1971, ganó un premio de oro, pero perdió ante Bilyy ptakh z chornoyu vidznakoyu (El pájaro blanco marcado con negro). Sin embargo, ganó en el Festival de Cine Histórico de Beaume en 1974, por delante de El Cid.
Con una calificación de 8.4 en Internet Movie Database, está clasificada como la vigésima mejor película histórica de todos los tiempos. Se considera 18 en la categoría de biografía, 40 en la categoría de guerra, 34 en la categoría de acción. El propio director, Sergiu Nicolaescu, declaró que estaba impresionado por la calificación, especialmente porque es un sitio web estadounidense y la película se estrenó cuatro décadas antes.